# Henk Sprenger
Henk Sprenger  (Oostknollendam, 3 januari 1919 - 29 december 2005) was een Nederlands schrijver en tekenaar van stripverhalen.
Hij werd bekend in de jaren vijftig met de strip Kick Wilstra over een voetballer. De naam was afgeleid van drie destijds bekende Nederlandse spelers, Kick Smit, Faas Wilkes en Abe Lenstra. Het eerste album verscheen in 1949 en daarna was de strip jarenlang te lezen in Het Parool.
Een andere bekende strip van Sprenger was Piloot Storm. Sprenger was naast zijn tekenwerk werkzaam bij vliegtuigfabriek Fokker.
Henk Sprenger overleed op 86-jarige leeftijd. In Almere is de Henk Sprengerweg naar hem genoemd. In dezelfde buurt ligt ook het Kick Wilstraplantsoen.